# Rhoonse Grienden

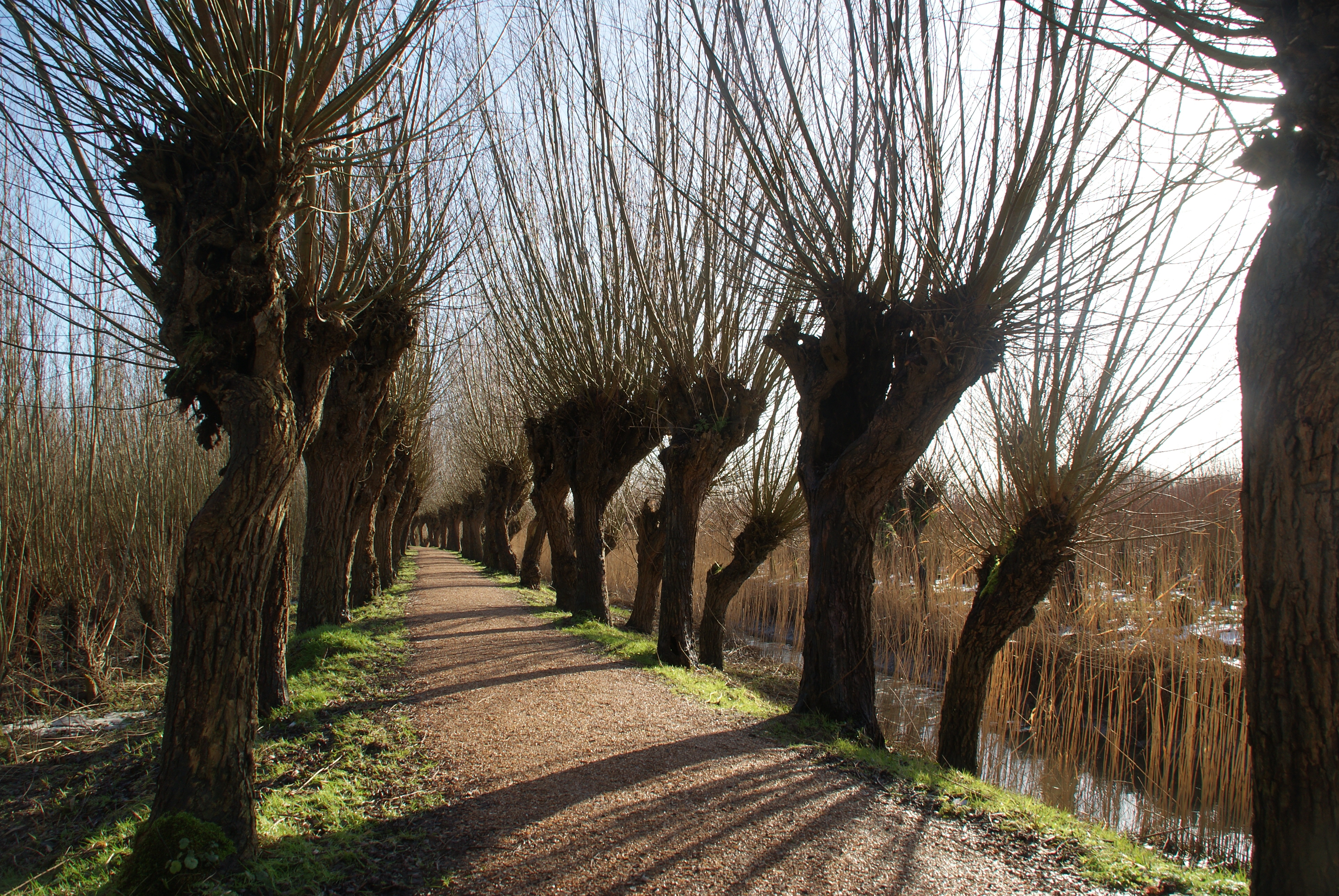
Wandelpad door de Rhoonse Grienden

De Rhoonse Grienden zijn net als de Carnisse Grienden  en de Ridderkerkse grienden zogenaamde zoetwatergetijdegrienden aan de Oude Maas.  De grienden liggen buitendijks en staan onder invloed van eb en vloed.  Tweemaal per etmaal staan grote delen van het gebied onder water. Het gebied kent hierdoor een bijzondere flora en fauna. Op de knotwilgen groeien mossoorten, planten en paddenstoelen. Voorkomende planten in het gebied zijn de beschermde spindotterbloem, gele lis, kattenstaart, bittere veldkers en zomerklokje.

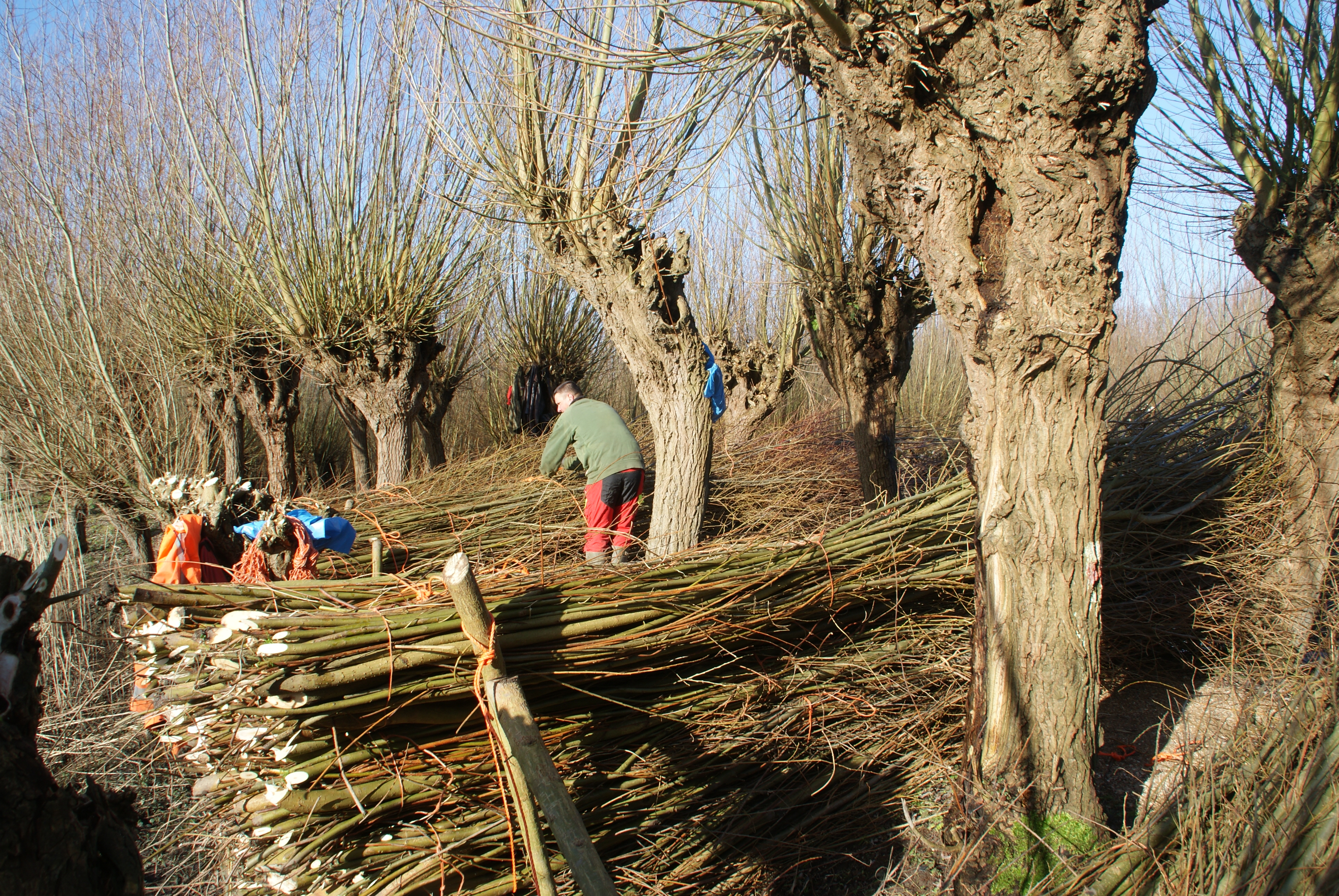
Wilgen worden geknot in de Rhoonse Grienden

## Griendcultuur
De totale oppervlakte van de Rhoonse Grienden bedraagt ongeveer dertig hectaren en deze worden nog volledig als griendcultuur beheerd. Dit betekent dat deze grienden in een cyclus van drie jaar worden gehakt. Tussen oktober en maart wordt ieder jaar een deel van de hakgrienden geknot. Het wilgenhout wordt onder andere gebruikt voor het maken van  zinkstukken voor oeverbescherming, geluidschermen. In de zogenaamde 'snijgrienden' worden de wilgen ieder jaar afgesneden; dit eenjarig hout gebruikt men onder meer voor het maken van manden en korven.

## Buijtenland van Rhoon
De Rhoonse Grienden liggen in de gemeente Albrandswaard in recreatiegebied IJsselmonde. Het grenst aan Klein Profijt, een natuurgebied dat beheerd wordt door het Zuid-Hollands Landschap. De naam Buijtenland van Rhoon dateert van 2010, toen werd door de gemeente Albrandswaard een bestemmingsplan vastgesteld dat de mogelijkheid bood het gebied in te richten als landschapspark. Er wordt anno 2021 gewerkt aan een inrichtings- en beheerplan voor het gebied. In de planning staat een nieuw natuur- en recreatiegebied van 600 hectare groot dat in 2026 gerealiseerd zou moeten zijn. Daar gevestigde boeren ijveren er voor dat er ook landbouw mogelijk blijft.